# Kishajmás, Baranya
Kishajmás este un sat în districtul Hegyhát, județul Baranya, Ungaria, având o populație de 213 locuitori (2011). 

## Demografie
Componența etnică a satului Kishajmás
     Maghiari (89,16%)
     Romi (10,84%)
Componența confesională a satului Kishajmás
     Romano-catolici (54,46%)
     Fără religie (13,15%)
     Reformați (5,63%)
     Necunoscută (26,76%)
Conform recensământului din 2011, satul Kishajmás avea 213 locuitori. Din punct de vedere etnic, majoritatea locuitorilor (89,16%) erau maghiari, cu o minoritate de romi (10,84%).  Din punct de vedere confesional, majoritatea locuitorilor (54,46%) erau romano-catolici, existând și minorități de persoane fără religie (13,15%) și reformați (5,63%). Pentru 26,76% din locuitori nu este cunoscută apartenența confesională.